# Ascheim
Ascheim ist ein abgegangener Ort auf der Gemarkung des heutigen Heilbronner Stadtteils Kirchhausen im nördlichen Baden-Württemberg.

## Geschichte
Im Codex Laureshamensis wird am 26. Januar 818 die Schenkung des Ringolf und seiner Frau Rutwiz erwähnt, die eine Hube, eine Hofreite und zwei Leibeigene in Ascheimer [marca] umfasste. In der Zeit zwischen 950 und 976 tauschte ein Graf Burchard seine Güter in Eisesheim, Böllingen und Aschheim mit Bischof Anno von Worms. Etwa gleichzeitig werden im Besitzverzeichnis des Klosters Weißenburg 20 zerstörte Hofreiten und eine Kirche im Zusammenhang mit Ascheim und Kirchhausen erwähnt. Die Zerstörungen gehen vermutlich auf den Ungarneinfall des Jahres 926 zurück.
Der Ortsname Ascheim wird als Ort bei der Esche (mhd.: asca) gedeutet. Werner Heim lokalisierte Ascheim 1957 direkt bei Kirchhausen, der Ort könne sogar in Kirchhausen aufgegangen sein. 1969 wurden beim Bau der A 6 nördlich von Kirchhausen Spuren einer karolingerzeitlichen Siedlung gefunden, die dem Befund zufolge nur über wenige Generationen bestand. Die dortigen, im 19. Jahrhundert noch gebräuchlichen Flurnamen Hinter der Warth und Unter der Warth sprechen ebenfalls für eine einstige Besiedlung.